# Фарерська мова

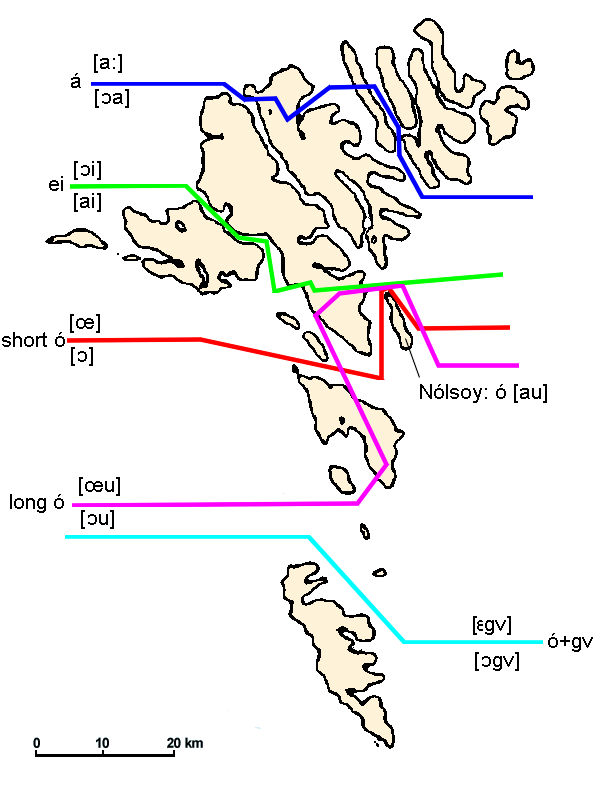
Умовні межі розповсюдження фарерських діалектів

Фарéрська мова (føroyskt) — одна зі скандинавських мов. У фонетичному та морфологічному аспектах найбільш наближена до ісландської мови. Є офіційною мовою Фарерських островів (автономна область, що належить Данії). Загальна кількість людей, що говорять фарерською мовою, становить приблизно 48 тисяч на Фарерських островах та 12 тисяч у Данії.

## Історія
Самостійна фарерська мова виникла між IX та XIV ст. Починаючи з періоду Реформації Данія, під владою якої перебували Фарерські острови, заборонила викладання фарерською мовою в школах, а також її використання в церкві та в офіційних документах, насаджуючи скрізь данську мову. Утім, фарерці не відмовилися від рідної мови, продовжуючи користуватися нею в повсякденному спілкуванні, а також передаючи з уста в уста давні балади та казки. Це дозволило зберегти усну традицію фарерської мови, незважаючи на те, що протягом 300 років писати фарерською заборонялося.
У 1846 році В. У. Гаммерсгайм (Hammershaimb) розробив писемність для фарерської мови, що існує досі.
У 1937 році фарерська мова заступила данську в шкільному викладанні, а в 1948 фарерська була визнана національною мовою. Але мовою ЗМІ та реклами фарерська стала лише у 80-х роках. Сьогодні данська вважається іноземною мовою, хоча 5% фарерців досі вивчають її як першу мову, та вона є обов'язковою для вивчення в школі починаючи з 3-го класу.

## Факти мови
- Фарерська мова має шість діалектних зон. Різниця між діалектами здебільшого стосується фонетики.
- Фарерській фонетиці властиві риси, спільні з рисами західно-норвезьких діалектів та ісландської мови, а лексика зазнала значного впливу данської. Фарерська має розвинену систему звуків, у складі якої є довгі та короткі голосні та дифтонги. Приголосні також бувають довгими та короткими.
- Для фарерської мови характерна архаїчність граматики, як-от збереження розвиненої системи відміни та дієвідміни. Іменники та прикметники мають чоловічий, жіночий і середній рід, однину та множину, чотири відмінки. Означений артикль приєднується до іменника у вигляді суфікса або виступає попереду означуваного іменника. Неозначеного артикля не існує взагалі. Артикль відмінюється за родом, числом та відмінком. Дієслово має синтетичні та аналітичні форми часу, стану та способу, відміняється за особою та числом.
- В основі літературної мови покладено діалект столиці — міста Торсгавн (фар. Tórshavn).